# Écoche
Écoche és un municipi francès situat al departament del Loira i a la regió d'Alvèrnia-Roine-Alps. L'any 2007 tenia 520 habitants.

## Demografia

### Població
El 2007 la població de fet d'Écoche era de 520 persones. Hi havia 198 famílies de les quals 50 eren unipersonals (31 homes vivint sols i 19 dones vivint soles), 62 parelles sense fills, 78 parelles amb fills i 8 famílies monoparentals amb fills.
La població ha evolucionat segons el següent gràfic:
Habitants censats

### Habitatges
El 2007 hi havia 307 habitatges, 203 eren l'habitatge principal de la família, 94 eren segones residències i 10 estaven desocupats. 298 eren cases i 7 eren apartaments. Dels 203 habitatges principals, 167 estaven ocupats pels seus propietaris, 30 estaven llogats i ocupats pels llogaters i 6 estaven cedits a títol gratuït; 7 tenien dues cambres, 20 en tenien tres, 73 en tenien quatre i 102 en tenien cinc o més. 167 habitatges disposaven pel capbaix d'una plaça de pàrquing. A 80 habitatges hi havia un automòbil i a 106 n'hi havia dos o més.

### Piràmide de població
La piràmide de població per edats i sexe el 2009 era:
| Homes | Edats   | Dones |
| ----- | ------- | ----- |
| 0     | 95 o +  | 0     |
| 0     | 90 a 94 | 0     |
| 0     | 85 a 89 | 4     |
| 4     | 80 a 84 | 8     |
| 12    | 75 a 79 | 8     |
| 12    | 70 a 74 | 16    |
| 8     | 65 a 69 | 12    |
| 12    | 60 a 64 | 12    |
| 12    | 55 a 59 | 12    |
| 8     | 50 a 54 | 16    |
| 20    | 45 a 49 | 8     |
| 20    | 40 a 44 | 8     |
| 8     | 35 a 39 | 16    |
| 20    | 30 a 34 | 12    |
| 12    | 25 a 29 | 16    |
| 28    | 20 a 24 | 8     |
| 8     | 15 a 19 | 12    |
| 0     | 10 a 14 | 4     |
| 0     | 5 a 9   | 12    |
| 20    | 0 a 4   | 12    |

## Economia
El 2007 la població en edat de treballar era de 319 persones, 225 eren actives i 94 eren inactives. De les 225 persones actives 211 estaven ocupades (118 homes i 93 dones) i 15 estaven aturades (6 homes i 9 dones). De les 94 persones inactives 44 estaven jubilades, 22 estaven estudiant i 28 estaven classificades com a «altres inactius».

### Ingressos
El 2009 a Écoche hi havia 196 unitats fiscals que integraven 501 persones, la mediana anual d'ingressos fiscals per persona era de 15.229 €.

### Activitats econòmiques
Dels 15 establiments que hi havia el 2007, 4 eren d'empreses de fabricació d'altres productes industrials, 2 d'empreses de construcció, 1 d'una empresa de comerç i reparació d'automòbils, 1 d'una empresa d'hostatgeria i restauració, 1 d'una empresa d'informació i comunicació, 1 d'una empresa immobiliària, 2 d'empreses de serveis i 3 d'empreses classificades com a «altres activitats de serveis».
Dels 5 establiments de servei als particulars que hi havia el 2009, 1 era un paleta, 1 guixaire pintor, 1 restaurant, 1 agència immobiliària i 1 saló de bellesa.
L'any 2000 a Écoche hi havia 19 explotacions agrícoles que ocupaven un total de 444 hectàrees.

## Equipaments sanitaris i escolars
El 2009 hi havia una escola elemental.

## Poblacions més properes
El següent diagrama mostra les poblacions més properes.